# ZTE
ZTE (кит.: 中兴通讯) — китайська компанія, яка займається виробництвом телекомунікаційного устаткування і мобільних телефонів. Її штаб-квартира знаходиться в місті Шеньчжень. Заснована 1985 року. Операційний дохід компанії: 101,1 млрд юанів (2015).

## Про компанію
У 1997 році компанію було внесено до лістинга Шеньчженьської фондової біржі, а з грудня 2004 року зареєстрована на гонконзькій фондовій біржі.
ZTE має 13 власних науково-дослідних центрів в Китаї, США, Швеції та Кореї. Понад 1/3 з них зайнято в розробці нових технологій для подальшого розвитку корпорації. Понад 10 % річного доходу ZTE відраховується на НДДКР (науково-дослідні та дослідно-конструкторські роботи). Компанія має партнерські стосунки серед великих міжнародних компаній, таких як: Intel, Microsoft, IBM, Alcatel, Qualcomm, Analog Devices, Accenture, Texas Instruments, Freescale, Agere Systems, і ADI.
Сьогодні[коли?] ZTE володіє 2400 патентами.
Компанія розробляє і виробляє телекомунікаційне обладнання для PSTN-мереж, мереж мобільного зв'язку, оптичних мереж, мереж передачі даних, інтелектуальних мереж (IN) та мереж наступного покоління (NGN).
У компанії працюють понад 25 тис. висококваліфікованих співробітників. З них 1,6 % мають докторський ступінь, 28 % — ступінь магістра, 41,4 % — ступінь бакалавра.
Для підтримки найвищих стандартів виробництва в компанії впроваджена визнана в усьому світі система контролю якості Шість сигма, що забезпечує надійність продукції, що виробляється на 99,9999 %.

## Власники компанії
51,8 % акцій належить КНР, 31,5 % обертається на Шеньчженьській фондовій біржі, 16,7 % обертається на Гонконзькій фондовій біржі.

## Участь у компаніях
Участь Корпорації ZTE в безлічі міжнародних організацій по стандартизації, свідчить про визнання у телекомунікаційній галузі статусу ZTE, як компанії, орієнтованої на майбутнє.
ZTE бере активну участь у роботі понад 40 міжнародних організацій, таких як ITU (Міжнародний Союз Електрозв'язку), AIC (Азійський Рада з інфокомунікаціями), CCSA (Китайська асоціація по стандартах комунікацій), 3G Association, 3GPP, 3GPP2, CDG (Група з розробки CDMA), International 450 Association, OMA (Відкритий альянс з мобільного зв'язку), IPv6 Forum, DSL Forum, WiMAX forum, WiFi, OBSAI (Open Base Station Architecture Initiative), NV-IOT (Network Vendors Interoperability Testing Forum) та інші.

## ZTE в Україні
ZTE виготовляє брендовані смартфони, стільникові телефони, USB-модеми та роутери для українських операторів: МТС1055, МТС916, Kyivstar Bloom, Kyivstar Shine, Kyivstar Spark, MF100, MF170, MF180S, S183, ZTE MF710M, ZTE MF65M та інші.
На українському ринку смартфонів ZTE з 2012 року.